# Forma Urbis Romae

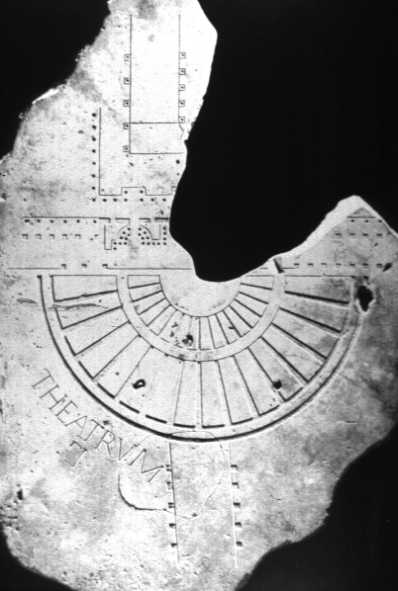
Reconstructie van een fragment van de Forma Urbis met daarop de cavea van het Theater van Pompeius

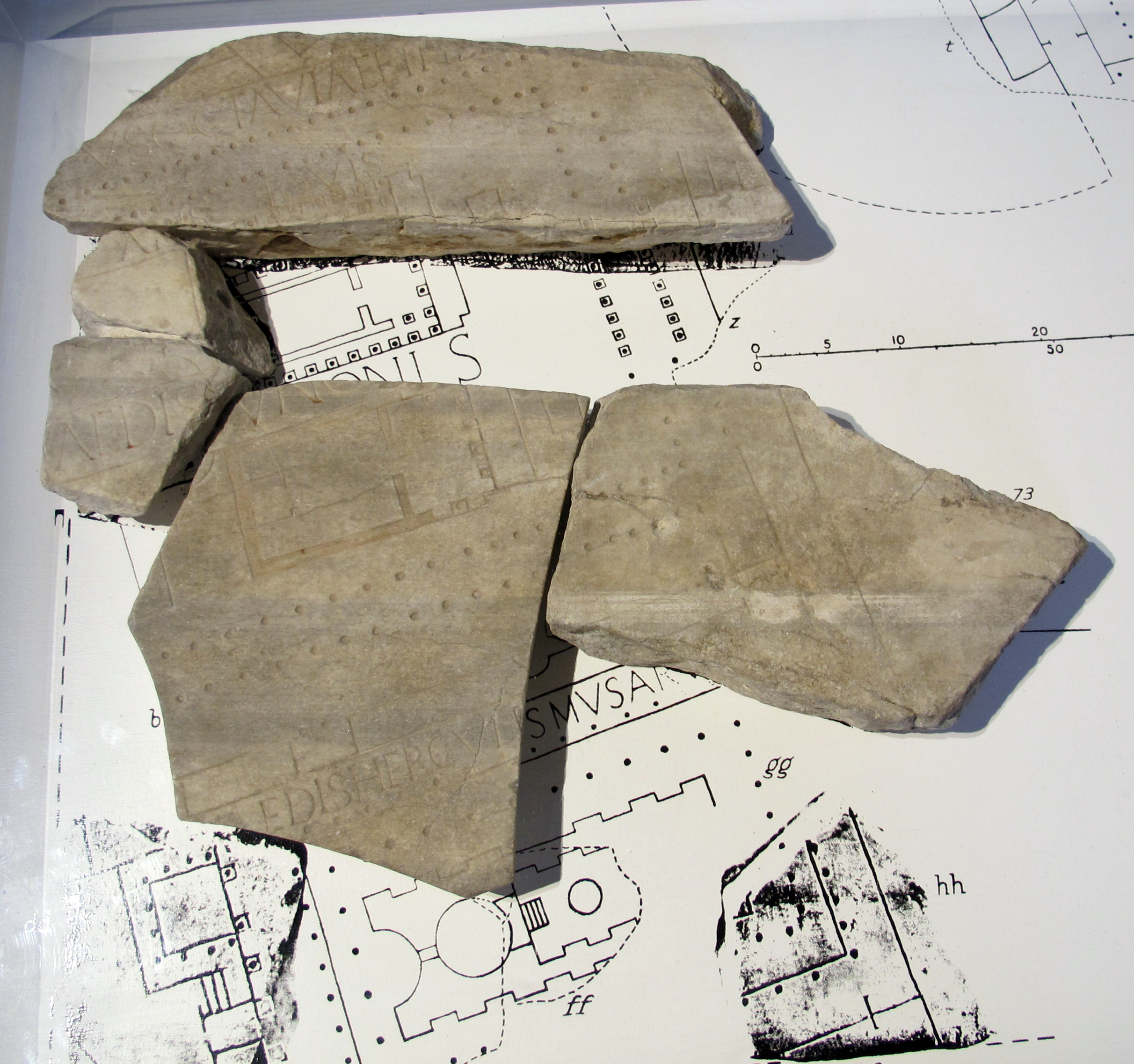
Fragmenten van de Forma Urbis met daarop de Porticus van Octavia

De Forma Urbis Romae is een grote marmeren stadskaart van Rome uit het begin van de 3e eeuw.
De kaart is ook bekend als Forma Urbis Severiana (Stadskaart van Severus) 

## De kaart
Na een grote brand in Rome in 191, liet Keizer Septimius Severus de beroemde Vredestempel van keizer Vespasianus herbouwen. Na de herbouw werd tussen 203 en 211 een enorme marmeren kaart van Rome vervaardigd en aan de muur van een aula van de tempel bevestigd.
De afmeting van de kaart was 18 bij 13 meter. Op de 150 marmeren platen was een plattegrond van het Rome van die tijd afgebeeld, op een schaal van 1:240. Deze was zo gedetailleerd dat de omtrekken van individuele gebouwen, straten en aquaducten er duidelijk op aangegeven konden worden. 

Op de kaart staan geen politieke grenzen, zoals grondeigendom, of geografische kenmerken als heuvels en riviertjes weergegeven. De Tiber staat weer wel op de kaart, maar alleen als opengelaten ruimte tussen de gebouwen op de oevers. De heilige grens van Rome, het Pomerium, is ook niet op de kaart aangegeven.
De Forma Urbis Romae is de belangrijkste topografische stadskaart van Rome die gedeeltelijk bewaard is gebleven. Aan de hand van deze kaart konden grote delen van het antieke Rome gereconstrueerd worden en vele kaarten van het oude Rome zijn erop gebaseerd.

## Doel van de kaart
Het doel van de kaart is niet geheel duidelijk. De kaart is te groot om voor de Romeinen als stadsplan gediend te hebben. Iemand die ervoor stond kan nooit de details hebben gezien boven in de kaart, op 18 meter hoogte. Een kadastrale kaart is het waarschijnlijk ook niet geweest, aangezien landeigendom niet op de kaart wordt weergegeven. Waarschijnlijk is het een grote wanddecoratie geweest voor het Romeins kadaster, dat in deze aula zetelde en er zijn landkaarten bewaarde.

## Na de Romeinse tijd
Na de val van het West-Romeinse Rijk in 476 werden de oude tempels in Rome niet meer onderhouden. Op een gegeven moment is de kaart van de muur gevallen en bedolven onder een laag puin. Dit is de redding van een deel van de kaart geweest, hoewel grote stukken marmer in de loop der eeuwen van deze plaats zijn verwijderd. Deze werden gebruikt als bouwmateriaal of eenvoudigweg verbrand tot kalk.
In 1562 werden de eerste fragmenten teruggevonden in wat toen de tuin van de kerk Santi Cosma e Damiano was. Dit leidde tot grote belangstelling voor de kaart, maar die vervaagde alweer snel. De fragmenten kwamen in handen van de belangrijke familie Farnese, die delen ervan liet gebruiken voor de aanleg van een tuin. Vanaf 1740 werden de overgebleven delen overgebracht naar de Capitolijnse musea waar ze weer bestudeerd werden. In 1899 werd de tuin van de familie Farnese geheel afgebroken en kwamen vele verloren gewaande delen weer tevoorschijn.

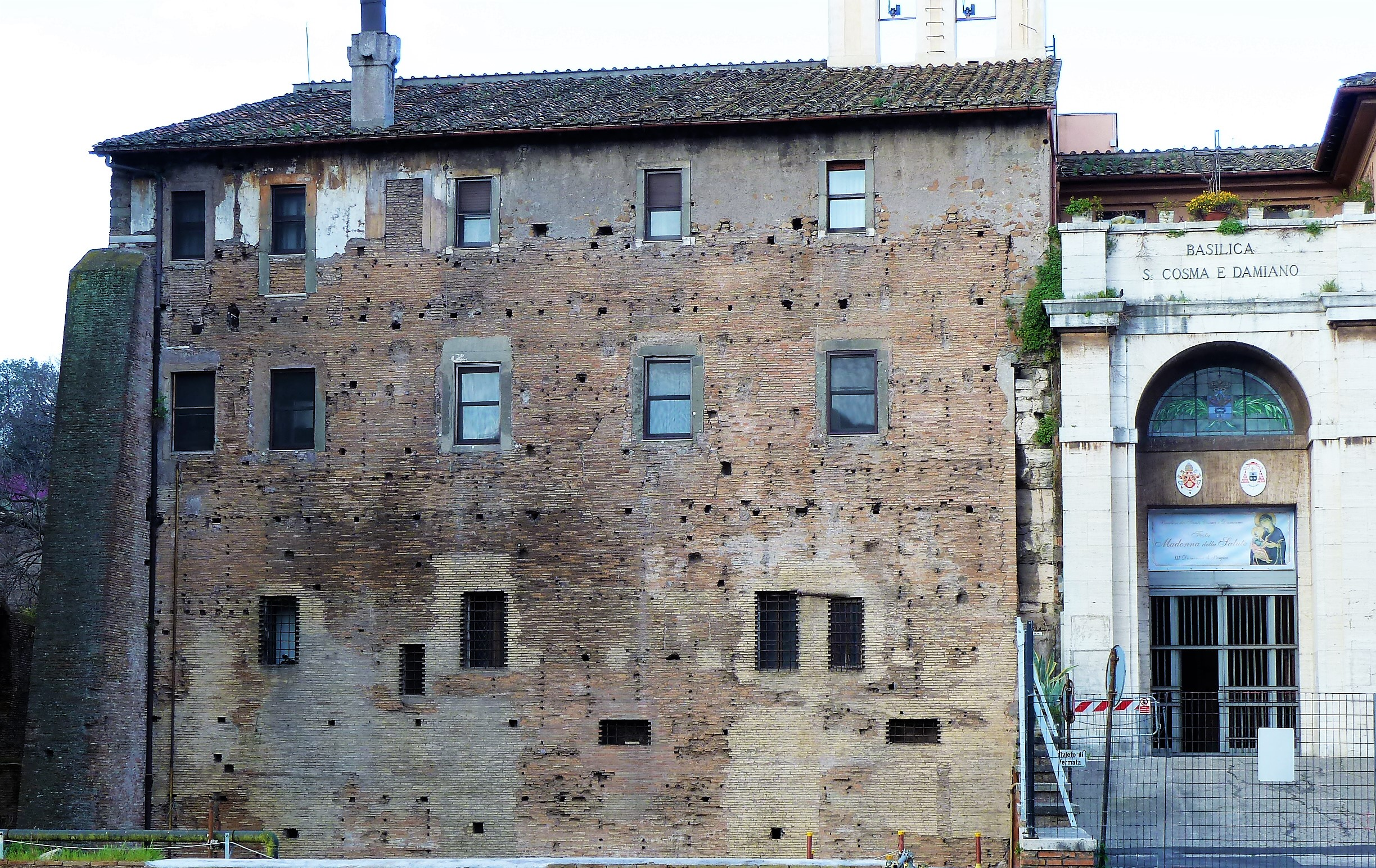
De muur waar de Forma Urbis ooit aan was bevestigd

## De teruggevonden fragmenten
Er zijn op dit moment 1186 fragmenten bekend. Deze zijn grotendeels op de plek waar de kaart van de muur viel gevonden, maar ook op andere plaatsen in de buurt. Er wordt geschat dat zo'n 10 tot 15 procent van de kaart is teruggevonden. Hierop zijn vele belangrijke gebouwen te herkennen zoals het Colosseum en het Theater van Pompeius.
De muur van de aula waar de kaart ooit aan was bevestigd bestaat nog steeds en maakt nu deel uit van de achtermuur van de kerk Santi Cosma e Damiano, die gebouwd is in 530. In de muur zijn duidelijk de vele gaten te zien waar de metalen pinnen in zaten die de kaart op zijn plaats hielden.

## Studie
De afgelopen eeuwen hebben vele historici gewerkt aan het in elkaar puzzelen van de meer dan 1000 fragmenten. In de Renaissance was het reeds gelukt om 250 delen bij elkaar te passen, veelal door de belangrijke monumenten op de kaart bij elkaar te zoeken. In de eeuwen erna is nog veel meer onderzoek verricht. 
Tussen 2003 en 2004 heeft de universiteit van Stanford in de Verenigde Staten alle bekende fragmenten digitaal ingescand. Door middel van geavanceerde computerprogramma's wordt nu geprobeerd de kaart te reconstrueren. De scans van de losse fragmenten zijn beschikbaar op internet en cd-rom zodat iedere geïnteresseerde de Forma Urbis Romae kan bestuderen.

## Museum
In januari 2024 opende op de Celio-heuvel het Museo della Forma Urbis. Dit is ondergebracht in de voormalige sportzaal van het GIL, toegankelijk langs de Viale del Celio 22 en langs de Clivo di Scauro 4.
De bezoekers lopen er over een stevige glazen vloer waaronder het (sterk vergrote) plan van Rome van Giovanni Battista Nolli uit 1748 is te zien. Op de juiste locaties zijn de authentieke fragmenten van de Forma Urbis geplaatst, zodat de bezoekers die delen van het antieke stadsplan zien bovenop het getekende plan van de 18de eeuw.